# Hymni i Flamurit
Hymni i Flamurit és l'himne nacional d'Albània. La lletra va ser escrita pel poeta albanès Asdreni. L'himne va ser publicat per primera vegada com un poema titulat Liri i Shqipërisë (Llibertat d'Albània), un periòdic albanès a Sofia, Bulgària. La música de l'himne va ser composta per Ciprian Porumbescu.